# Stine Skogrand
Stine Ruscetta Skogrand (Bergen, 3 de marzo de 1993) es una jugadora de balonmano noruega que juega de lateral derecho o extremo derecho en el Herning-Ikast Håndbold. Es internacional con la selección femenina de balonmano de Noruega.

## Palmarés

### Selección noruega
| Juegos Olímpicos   | Juegos Olímpicos                            | Juegos Olímpicos  | Juegos Olímpicos |
| Año                | Lugar                                       | Medalla           |                  |
| ------------------ | ------------------------------------------- | ----------------- | ---------------- |
| 2020               | Tokio                                       | Medalla de bronce |                  |
| 2024               | París                                       | Medalla de oro    |                  |
| Campeonato Mundial |                                             |                   |                  |
| Año                | Lugar                                       | Medalla           |                  |
| 2015               | Dinamarca                                   | Medalla de oro    |                  |
| 2017               | Alemania                                    | Medalla de plata  |                  |
| Campeonato Europeo |                                             |                   |                  |
| Año                | Lugar                                       | Medalla           |                  |
| 2016               | Suecia                                      | Medalla de oro    |                  |
| 2020               | Dinamarca                                   | Medalla de oro    |                  |
| 2022               | Eslovenia, Macedonia del Norte y Montenegro | Medalla de oro    |                  |

### Herning-Ikast Håndbold
- Copa de Dinamarca de balonmano femenino (1): 2019
- Liga Europea de la EHF femenina (1): 2023

## Clubes
| Club                   | País      | Año         |
| ---------------------- | --------- | ----------- |
| Tertnes HE             | Noruega   | 2009 - 2016 |
| Silkeborg-Voel KFUM    | Dinamarca | 2016 - 2018 |
| Herning-Ikast Håndbold | Dinamarca | 2018 - Act. |